# Ridgeland, Mississippi
Ridgeland är en stad i Madison County i Mississippi i närheten av delstatens huvudstad Jackson.
Markområdet såldes av James Brownlow Yellowley år 1896 till fastighetsutvecklarna Gorton Nichols och Edward Treakle. Yellowley hade redan tidigare grundat ett mindre samhälle som först hade hetat Yellowley's Crossing och sedan Jessamine. Ridgeland grundades officiellt som municipalsamhälle 1899 och fick status som stad 1975.